# 豊島郡 (武蔵国)
- 令制国一覧 > 東海道 > 武蔵国 > 豊島郡
- 日本 > 関東地方 > 東京府 > 豊島郡

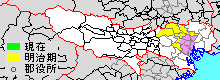
東京府豊島郡の範囲（桃：後に東京市に編入された区域）

豊島郡（としまぐん）は、武蔵国および東京府にあった郡。近世以降の郡域は、概ね東京都千代田区、中央区、港区、台東区、文京区、新宿区、渋谷区、豊島区、荒川区、北区、板橋区、墨田区の南部分、および練馬区の大部分（大泉町・西大泉・西大泉町・南大泉・大泉学園町を除く）の区域にあたるが、行政区域として画定されたものではない。

## 郡域
古代の郡域は、おおよそ現在の白子川、新河岸川、隅田川、日本橋川、神田川に囲まれる領域と考えられている。和名抄には日頭、占方、荒墓、湯島、広岡、余戸、駅家の7郷がある。湯島を除けば現在の地名への比定は容易ではないが、以下の様な説がある。
日頭（ひのと）
文京区小日向を遺称地とする。小日向・新宿区戸塚町・高田町あたり。
占方（うらかた）
浦方とみて海浜部とする説、万葉集（巻14-3374）「武蔵野に占部肩焼き…」との関連を指摘する説、武蔵国国分寺瓦に基づき「白方」の誤りとする説、駅家郷に近い場所だとして江戸期の浅草・下谷・小石川のあたりとする説がある。
荒墓（あらはか）
日暮里・谷中あたりとする説、好字に改称されたとして文京区大塚とする説、郷の配置から練馬区石神井あたりとする説がある。
湯島（ゆしま）
文京区湯島を遺称地とする。湯島・下谷・日暮里あたり。
広岡（ひろおか）
中山道板橋宿のうち平尾宿（現・板橋3丁目）を遺称地とする。続日本紀（宝亀11年5月11日条）に新羅郡の沙良真熊らに広岡造を賜姓した記事があり、新座郡と隣接していたことが指摘される。なお渋谷区広尾は明らかに荏原郡に入るため遺称地と考えがたい。
余戸（あまるべ）
「よど」と読んで新宿区淀橋（よどばし）を遺称地とする。大久保・戸塚・角筈あたり。
駅家（うまや）
郡衙とされる北区西ケ原の近辺。
郡衙跡は、現在の東京都北区の滝野川公園内の御殿前遺跡とされる。
なお、古代までは港区および千代田区の南西部（麹町地区）は荏原郡にあり、中世に江戸氏が開発を行ったことで、荏原郡の北端が豊島郡に属することになったと考えられている。逆に墨田区の牛島、江東区の永代島などは近世に葛飾郡となるまでは豊島郡に属していたとされる。

## 歴史
- 豊嶋郡とも表記した。武蔵国の中でも非常に古くから栄えていた郡の一つであり、多摩郡に次ぐ大郡であった。
- 平安時代末期からは豊島氏の支配下にあった。他にも葛西氏、江戸氏、渋谷氏などがいたが、室町時代までにはこの地を去っている。
- 戦国時代には扇谷上杉家家臣の太田道真・道灌親子により豊島氏は滅亡。扇谷上杉家の弱体後は後北条氏が進出した。
- 1590年（天正18年） - 徳川氏が郡内の江戸を根拠地とした。後に徳川氏は江戸幕府を開き日本の政治的中心地となった。
- 江戸時代以降、江戸市中は豊島郡から分けられた。

### 近世以降の沿革
所属町村の変遷は北豊島郡#郡発足までの沿革、南豊島郡#郡発足までの沿革をそれぞれ参照
- 「旧高旧領取調帳」に記載されている明治初年時点での、当郡域49町91村[1]の支配は以下の通り。町の数が多いのは、町地の在方分（代官支配地）が含まれるため。他にも寺社領、寺社除地が各村に散在。（49町91村）
  - 後の北豊島郡域（35町64村） - 幕府領（松村忠四郎支配所、佐々井半十郎支配所、大竹左馬太郎支配所）、旗本領
  - 後の南豊島郡域（14町27村） - 幕府領（松村忠四郎支配所）、旗本領、伊賀者給地、明屋敷番伊賀者給地、鉄砲玉薬組同心給地、鉄砲玉薬組恩給地
- 慶應4年=明治元年
  - 6月19日（1868年8月7日） - 府藩県三治制の施行により忍藩士の山田政則が武蔵知県事に就任（大竹左馬太郎支配所の後身）。
  - 6月29日（1868年8月17日） - 旧幕府代官の松村長為（忠四郎）が武蔵知県事に就任。
  - 7月10日（1868年8月27日） - 旧幕府代官の桑山効が武蔵知県事に就任（佐々井半十郎支配所の後身）。当郡域は以上の3人が管轄。
  - 8月8日（1868年9月23日） - 松村長為知県事が古賀定雄（一平）に交代。
  - 11月5日（1868年12月18日） - 町地および隣接する区域が東京府（第1次）に編入。
  - 12月23日（1869年2月4日） - 桑山効知県事が河瀬秀治に交代。
- 明治2年
  - 1月10日（1869年2月20日） - 山田政則知県事が宮原忠英に交代。
  - 1月13日（1869年2月23日） - 古賀、河瀬、宮原各知県事の管轄区域にそれぞれ品川県、小菅県、大宮県（県庁は東京府日本橋馬喰町）を設置。
  - 9月29日（1869年11月2日） - 県庁が浦和に置かれ浦和県に改称。
- 明治4年11月14日（1871年12月25日） - 東京府（第2次）が発足。品川県・小菅県・浦和県の当郡に属する区域を管轄。
- 明治11年（1878年）11月2日 - 郡区町村編制法の東京府での施行により、下板橋宿ほか13町65村の区域に北豊島郡が、内藤新宿12町25村の区域に南豊島郡がそれぞれ行政区画として発足。同日豊島郡廃止。